# Christian Peter Hansen

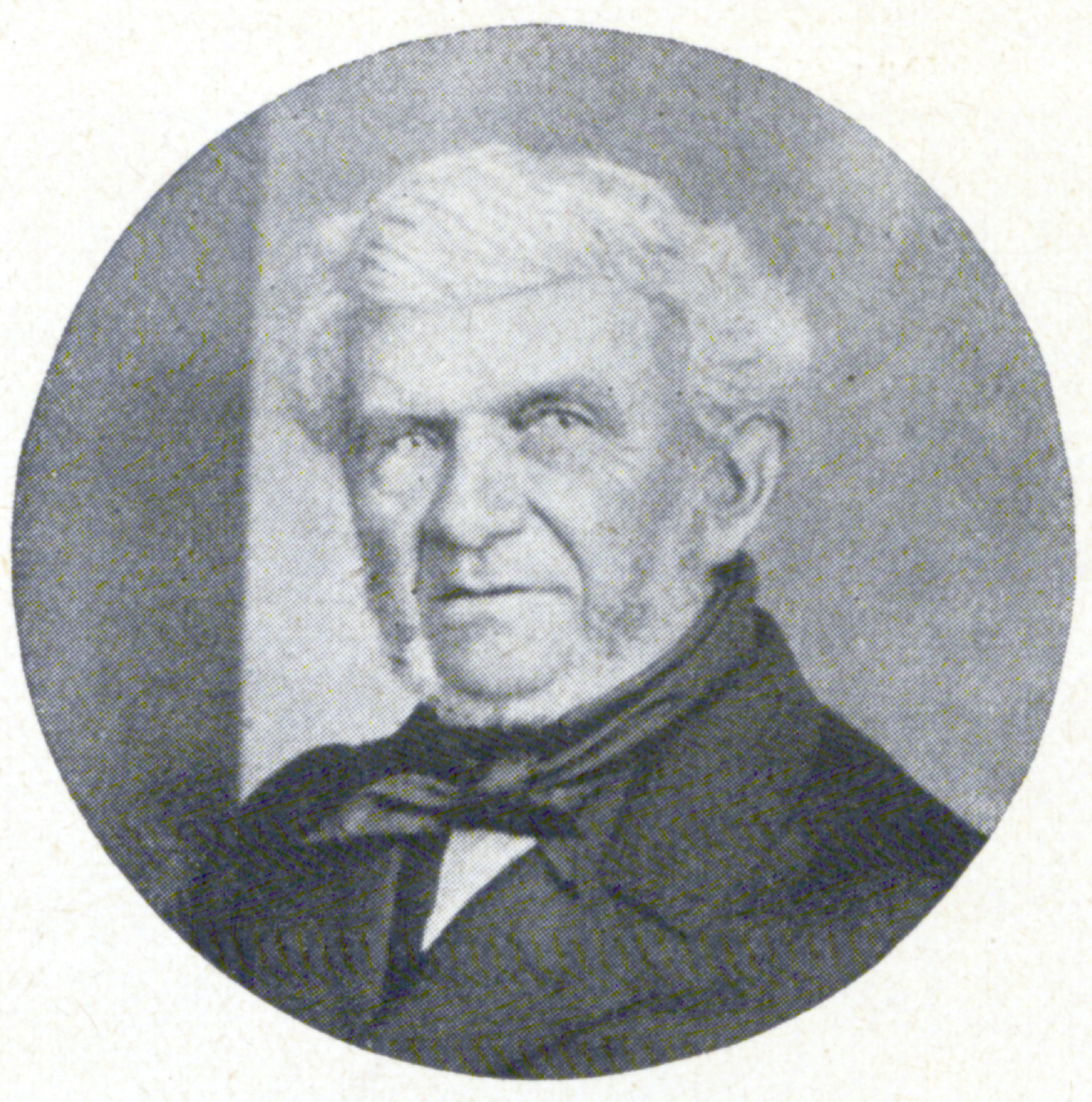
Christian Peter Hansen

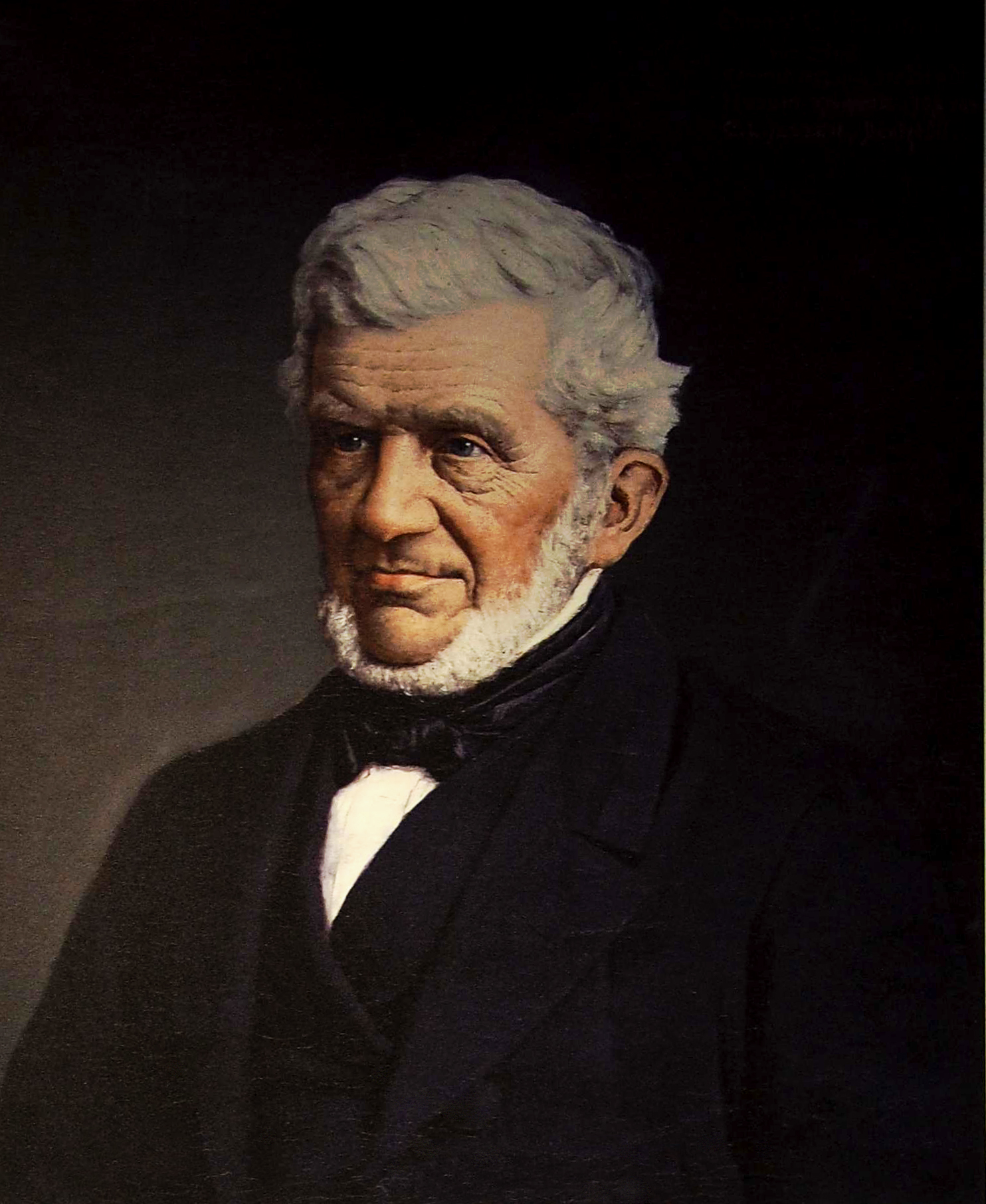
Porträt C. P. Hansens von C. L. Jessen (1882)

Christian Peter Hansen (* 28. August 1803 in Westerland; † 9. Dezember 1879 in Keitum), vielfach bekannt unter C. P. Hansen, war ein Lehrer, Zeichner und Chronist der Insel Sylt.

## Leben
C. P. Hansen war Sohn des Küsters und Navigationslehrers Jap Peter Hansen, der mit der Veröffentlichung des Theaterstücks Der Geitzhals auf der Insel Silt (1809) die friesischsprachige Literatur mitbegründete und ab 1820 in Keitum lebte. Christian Peter Hansen war Lehrer an der damaligen Keitumer Volksschule; daneben trug er schon in jungen Jahren zahlreiche Sagen, Erzählungen und Geschichten der Insel zusammen. Seine Sammlung zu Geschichte und Kultur der Insel Sylt war schnell überregional bekannt. Aus einem Schriftwechsel mit Theodor Storm geht hervor, dass er Storm auf dessen Wunsch hin zahlreiche Aufzeichnungen zu Sylter Sagen zuschickte.
Hansen gehörte zu den wichtigsten Propagandisten des Spruchs „Lewer duad üs Slaaw“, die seit 1845 in seinen Arbeiten verwendet wurde. 1856 erschien seine Chronik der friesischen Uthlande, in der er behauptete, dass die Friesen den Spruch  bereits 1252 während der Schlacht bei Oldenswort genutzt hätten. Dafür gibt es keine stichhaltige Belege. Auch der von ihm hervorgehobene Sagengestalt Pidder Lüng (Lange Peter von Hörnum) entspricht keinem historischen Charakter. Seine Sagensammlung wird von den Volkskundlern kritisch bewertet, da vieles seine eigene Schöpfung war.
Im Jahr 1859 erschien sein Buch Wegweiser für Badende in Westerland; dieses Werk kann als erster Reiseführer für das noch junge Badeleben auf der Insel Sylt angesehen werden. Zahlreiche weitere Werke und Veröffentlichungen über die Geschichte und Kultur der Insel Sylt folgten und sorgten dafür, dass C. P. Hansen bis heute als der bedeutendste Chronist der Insel Sylt angesehen wird. Darüber hinaus war Hansen einer der Wiederbegründer der alten Tradition des Biikebrennens auf der Insel.>
1869 nahm C. P. Hansen an der Schleswig-Holsteinischen Landes-Industrie-Ausstellung in Altona teil und präsentierte feine Strickwaren. Er trug damit dazu bei, diese Sylter Handarbeiten bekannt zu machen. Daneben präsentierte er Exponate seiner Fossiliensammlung und Trigonometrie-Scalen aus Buchsbaumholz, die sein Vater hergestellt hatte und erhielt für seine Beiträge an dieser Ausstellung eine Bronze-Medaille.
Zeichnend durchstreifte er seine Heimatinsel Sylt und fertigte zahlreiche kleine Landschafts- und Meeresdarstellungen an, wovon mehrere als Lithografien hergestellt wurden, um sie an Touristen zu verkaufen. „Hansen warb mit diesen Zeichnungen wie mit seinen Schriften, mit denen er das alte Sylt der Nachwelt erhalten wollte, auch für den aufkommenden Fremdenverkehr.“ (Ulrich Schulte-Wülwer in: Künstlerinsel Sylt).
Hansens ehemaliges Wohnhaus in Keitum zeugt nun als Museum Altfriesisches Haus von der Wohnkultur der damaligen Zeit, auch finden sich dort zahlreiche Relikte des Chronisten.

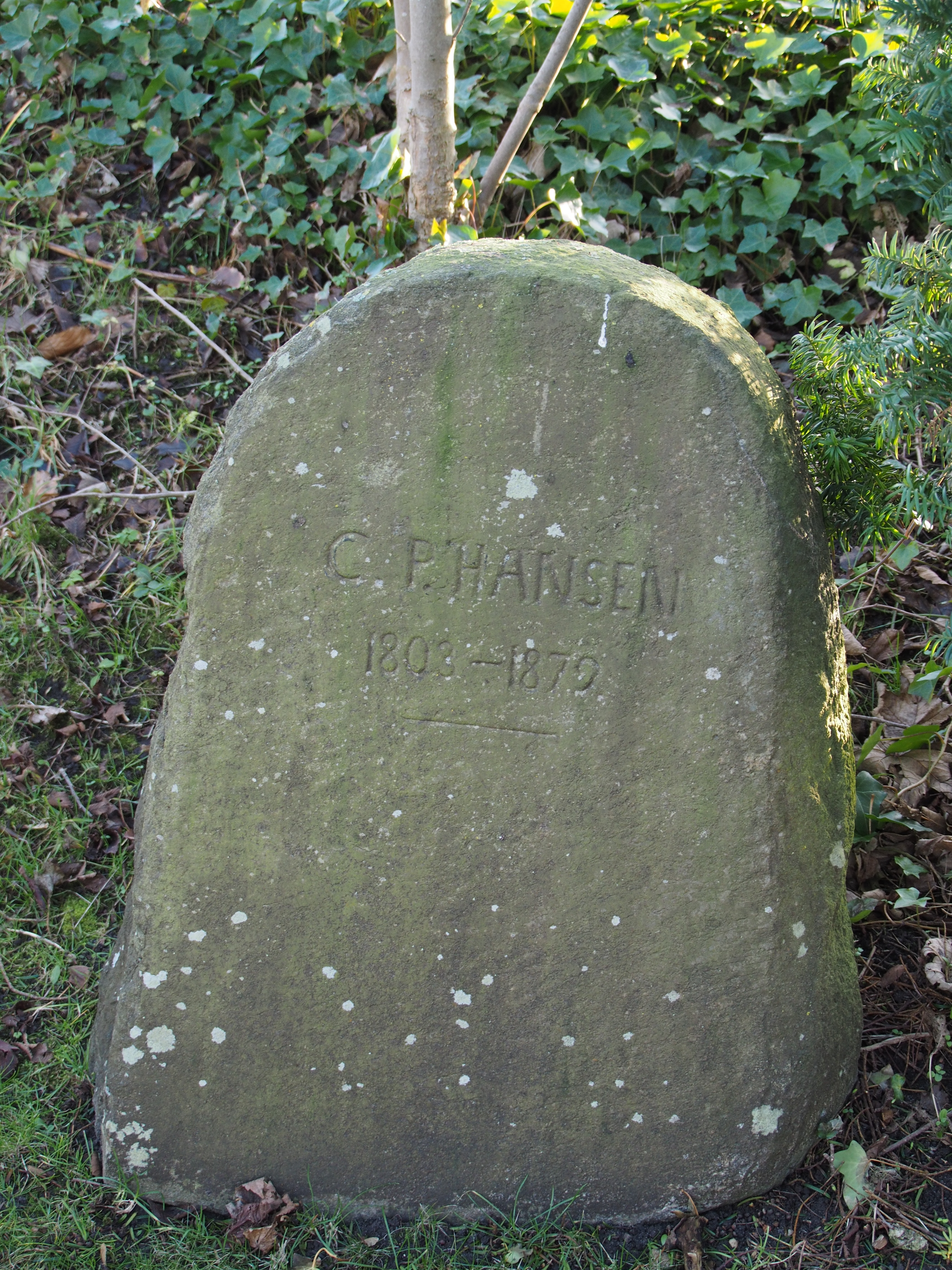
Grabstein auf dem Kirchfriedhof St. Severin in Keitum

## Ehrungen
- Seit 1960 wird für die Bewahrung des Sylter Brauchtums der C. P. Hansen-Preis verliehen.
- Die Straße, an der die ehemalige Volksschule Keitums lag, trägt den Namen C.-P.-Hansen-Allee

## Ausstellungen
- Neuerwerbungen und Bilder aus dem Bestand des Söl’ring Foriining, mit Albert Aereboe, Andreas Dirks, Otto Eglau, Carl Christian Feddersen, Richard Kaiser, Hugo Köcke, Franz Korwan, Ingo Kühl, Walther Kunau, Dieter Röttger, Siegward Sprotte, Helene Varges, Magnus Weidemann u. a. Sylter Heimatmuseum, Keitum 2003.
- Sylt im Sinn. Der Chronist C. P. Hansen. Sylter Heimatmuseum, Keitum 2014.

## Schriften (Auswahl)
- Die Insel Sylt in geschichtlicher und statistischer Hinsicht (1845)
- Chronik der friesischen Uthlande (1856)
- Friesische Sagen und Erzählungen (1858)
- Der Fremdenführer auf der Insel Sylt. Ein Wegweiser für Badende in Westerland. (1859, Reprint 1980)
- Der Sylter-Friese. Geschichtliche Notizen, chronologisch geordnet […] (1860)
- Altfriesischer Katechismus in der Sylter Mundart […] (1862)
- Das schleswig'sche Wattenmeer und die friesischen Inseln (1865)
- Der Badeort Westerland auf Sylt und dessen Bewohner (1868) pdf u. epub der Ausgabe von 1870
- Sagen und Erzählungen der Sylter Friesen […] (1875)
- Die inselfriesischen Halfjunkengänger und deren Thaten und Abenteuer (1875)